# Абдуллаев, Музамиль Имран оглы
Музамиль Имран оглы Абдуллаев (1941, Кировабад — 17 июня 2022) — советский и азербайджанский винодел, министр сельского хозяйства и продовольствия Азербайджана (1993—1994).

## Биография
Музамиль Абдуллаев родился в 1941 году в городе Кировабад (ныне Гянджа), АзССР.
Окончив среднюю школу, в 1957—1961 годах работал лаборантом на горнообогатительном комбинате. В 1966 году с отличием окончил Азербайджанский сельскохозяйственный институт. Получил дополнительное образование инженера-технолога винодела в Краснодарском политехническом институте.
В 1966—1969 годах учился в аспирантуре Кишинёвского сельскохозяйственного института, защитил диссертацию и получил степень кандидата сельскохозяйственных наук.
В 1970—1979 годах (с перерывом) был главным инженером винсовхоза имени Низами в Кировабаде. В 1972—1973 годах работал инструктором ЦК Компартии Азербайджана. В 1975—1988 годах был гендиректором Ханларского агропромышленного винодельческого комбината.
В конце 80-х начал политическую деятельность. В 1988—1991 годах был первым заместителем председателя Совета Министров АзССР и председателем Государственного агропромышленного комитета АзССР.
С июля 1993 по октябрь 1994 года он занимал пост министра сельского хозяйства. В 1996 году по обвинению в государственной измене он был первоначально приговорён к пожизненному заключению. Его приговор позже заменили на 15 лет тюрьмы, а в 1999 году он был помилован Президентом Гейдаром Алиевым.
Абдуллаев имеет учёную степень доктора сельскохозяйственных наук, диссертацию защитил во Всесоюзном НИИ виноградарства и виноделия «Магарач». Имеет звание «Заслуженный агроном Азербайджана». Является учредителем винно-водочного завода «Кристалл-Су», Ханларский район Азербайджана.
Скончался 17 июня 2022 года.